# Tetratheca ciliata
Tetratheca ciliata är en tvåhjärtbladig växtart som beskrevs av John Lindley. Tetratheca ciliata ingår i släktet Tetratheca och familjen Elaeocarpaceae. Inga underarter finns listade i Catalogue of Life.